# 2023년 5월 그리스 총선거
2023년 5월 그리스 총선거는 2023년 5월 21일 치러진 그리스의 총선거로 그리스 의회의 전 300석을 선출한다. 2016년 통과된 선거법 개정이 적용되어 1990년 이래 처음으로 추가 의석 제도 대신 순수 비례제로 진행된다.
선거 결과 기존의 여론조사를 뒤집고 키리아코스 미초타키스 총리의 여당 신민주주의당이 예상 외의 승리를 거두었고, 일부 야당은 부정선거를 주장했다. 그러나 과반을 차지한 정당이 없었고 과반을 달성할 연정 상대를 구한 정당도 나오지 않아 곧 동년 6월 재선거를 치르기로 결정되었다. 재선거 전까지 카테리나 사켈라로풀루 대통령이 그리스 헌법에 근거하여 요아니스 사르마스를 임시 총리 권한대행으로 임명하였다.